# Troglohyphantes konradi
Troglohyphantes konradi là một loài nhện trong họ Linyphiidae.
Loài này thuộc chi Troglohyphantes. Troglohyphantes konradi được Paolo Marcello Brignoli miêu tả năm 1975.